# Emanuel Cedrino

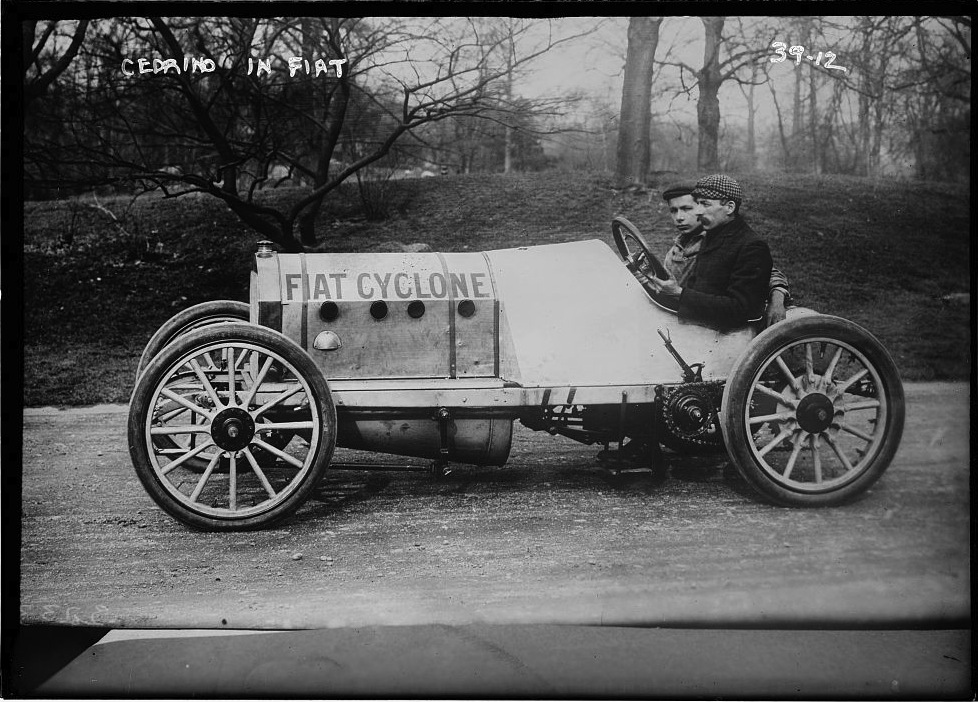
Emanuel Cedrino et sa FIAT 'Cyclone' 120 CV de 1907-1908 (ex-voiture de la Coupe Gordon Bennett en 1904).

Emanuel Cedrino, né le 7 avril 1879 et mort le 29 mai 1908  à Pimlico, Baltimore (Maryland),  est un pilote automobile italien.

## Biographie
Ancien coureur cycliste et ancien chauffeur de la reine Helena d'Italie, arrivé à New York durant l'automne 1904 avec l'équipe FIAT de William Kissam Vanderbilt II, il débute la même année la compétition à la côte d'Eagle Rock, puis il devient recordman mondial des 50 miles en 1905 à Long Branch, et il établit le 30 mai 1907 aussi des records pour voitures de poids intermédiaire sur Fiat 'Junior' 24CV à l'Empire City track (NY) sur 10 et 15 miles. 
Il finit encore cinquième du Championnat américain de course automobile 1905 (deuxième dans les neuvième et dixième courses, à chaque fois derrière Barney Oldfield, de Readville (Boston) et de Providence), deuxième du Boston Herald Trophy de 1905 (le 10 miles d'Hyde Park, MA) et encore deuxième lors du Briarcliff trophy en 1908, année où il gagne aussi en mars la 100 Miles-Minneapolis Cup FFA d'Ormond Beach, FL, grâce à sa Fiat 'Cyclone' 120 CV (sur trois roues durant 60 miles et après 25 minutes de réparations, pour terminer tout seul la compétition) ainsi que deux jours plus tard une course de 256 miles avec le mécanicien David Bruce-Brown, toujours lors du sixième tournoi d'Ormond-Daytona Beach.
Les 27 et 28 septembre 1907, Cedrino et l'américain Edward Parker remportent la seconde édition des 24 Heures de Morris Park sur Fiat 35 CV, après 1 146 tours parcourus à 91,717 km/h de moyenne horaire (2 201,2 kilomètres au total), devant 18 autres concurrents (les dernières heures sous la pluie, après une interruption de course de plus de deux heures pour réparer la piste). La même année 1907 l'italien gagne la côte de Providence, RI, de 0,4 miles (sur Fiat 60 CV).
Il décède le 29 mai 1908 au horse track de Pimlico, en tentant d'accomplir le mile en 50" lors d'essais. Il a alors pour mécanicien embarqué son propre frère cadet : l'un des pneus avant éclate, et la voiture effectue trois embardées fatales.